# Пушкарёв, Олег Дмитриевич
Оле́г Дми́триевич Пушкарёв (укр. Олег Дмитрович Пушкарьов; 11 июня 2004, Котовск) — украинский футболист, полузащитник донецкого «Шахтёра», выступающий на правах аренды за клуб «Кудровка».

## Клубная карьера
Родился в городе Котовск Одесской области. С 2016 по 2017 год играл за Днепр-2004 в юношеских региональных соревнованиях. В ДЮФЛУ с 2017 по 2020 год выступал за «Шахтёр». Начиная с сезона 2020/21 выступал за донецкий клуб в юношеском чемпионате Украины. В Юношеской лиге УЕФА дебютировал 15 сентября 2021 года в победном (5:0) выездном поединке 1-го тура против тираспольского «Шерифа». Олег вышел на поле на 67-й минуте вместо Артёма Веленко. Единственным голом в вышеуказанном турнире отличился 19 сентября 2023 года на 90+3-й минуте проигранного (1:4) домашнего поединка 1-го тура группы H против «Порту». Пушкарёв вышел на поле в стратовом составе и отыграл весь матч. Всего в Юношеской лиге УЕФА сыграл 14 матчей и отличился 1-м голом.
8 июля 2024 года отправился в годовую аренду в «Ингулец». В футболке петровского клуба дебютировал 4 августа 2024 года в проигранном (1:2) выездном поединке 1-го тура Премьер-лиги Украины против луганской «Зари». Олег вышел на поле на 87-й минуте вместо Владимира Белоцерковца.

## Карьера в сборной
В конце марта 2019 года получил вызов на первый сбор юношеской сборной Украины (U-16). В футболке сборной дебютировал 2 апреля 2019 года в победном (1:0) домашнем поединке квалификации чемпионата Европы 2021 (U-17) против сверстников из Румынии. Первым голом на международном уровне за юношеские сборные (U-15) отметился 10 мая 2019 года на 19-й минуте победного (5:1) домашнего поединка квалификации чемпионата Европы 2021 (U-17) против юношеской сборной Беларуси (U-16). В общей сложности за команду U-16 провёл 5 матчей и отличился 1-м голом.
В футболке юношеской сборной Украины (U-19) дебютировал 17 ноября 2022 года в победном (1:0) поединке 3-й группы квалификации чемпионата Европы против юношеской сборной Косово (U-19). Пушкарёв вышел на поле в стратовом составе, а на 69-й минуте его заменил Владимир Харабара.